# Rolf Martens
Rolf Olav Martens, född 22 februari 1942 i Norge, död 22 april 2008 i  Möllevången-Sofielunds församling, Malmö, Skåne län, var en svensk schackspelare.
Martens blev Sverigemästare i sin första och enda start i SM-gruppen 1967. Han kom på en andraplats i Göteborgsturneringen 1967/68 efter Jefim Geller, men före spelare som Heikki Westerinen, Vlastimil Jansa och Nona Gaprindashvili. Våren 1969 spelade han en träningsmatch mot Ulf Andersson som slutade oavgjort, 3-3. Martens har även vunnit SM i blixt vid två tillfällen, 1966 och 1988. Bland hans övriga meriter kan nämnas två förstaplatser i Malmö Open.
Martens ägnade en del tid åt att uppfinna och utforska nya spelöppningsvarianter. Än mer tid ägnade han åt politisk aktivitet, där han under de sista 30 åren av sitt liv envist förkunnade en udda variant av maoism. Han utgav med mer eller mindre regelbundenhet skriften Unite, där han bland annat hävdade att AIDS inte finns, och att Mijailo Mijailović är oskyldig till mordet på Anna Lindh. Magasinet utgavs bland annat i vissa fora på usenet.
Rolf Martens arbetade som svetsare bl.a. på Åkermans verkstad i Eslöv. Han hade en akademisk examen men föredrog att ha ett typiskt LO-arbete eftersom han "kämpade för arbetarnas rättigheter". Han är begravd på Limhamns kyrkogård. 
Lunds akademiska schackklubb har en minnesfond i Rolf Martens namn.